# Linia 1 metra w Neapolu
Linia 1 metra w Neapolu – linia metra neapolitańskiego przecinająca miasto z północnego zachodu w Piscinola-Scampia do południowego wschodu w Centro Direzionale. Linia krzyżuje się z linią 6, na dworcu Municipio. Ma długość 18,8 km i liczy 20 stacji. Linia 1 metra w Neapolu to najstarsza i najdłuższa linia w sieci metra.
Większa część trasy przebiega w tunelach, z wyjątkiem odcinka Colli Aminei–Piscinola-Scampia, który biegnie na wiadukcie z podwyższonymi stacjami. Linia 1 jest również znana jako „metropolitana collinare”, ponieważ łączy różne obszary wzgórzowe miasta, takie jak Vomero, Colli Aminei i strefa szpitalna. Czas przejazdu wynosi 33 minuty. Szacuje się, że z linii korzysta codziennie ponad 110 000 osób
W sierpniu 2025 roku w budowie znajdują się odcinki od Centro Direzionale do Capodichino oraz od Piscinola-Scampia do Di Vittorio, co ma na celu zamknięcie pierścienia linii.
Linia przecina linię 2 na stacjach Napoli Piazza Garibaldi (Garibaldi) oraz Napoli Piazza Cavour (Museo), linię 6 na stacji Municipio oraz linię 11 na stacji Piscinola-Scampia.
W 2009 roku, dzięki stacjom sztuki, linia 1 otrzymała w Londynie nagrodę Most Innovative Approach to Station Development Award, pokonując ponad trzystu uczestników.

## Historia
Od 2010 do 2022 – Przekroczenie centrum miasta i połączenie z linią 6
26 marca 2011 roku otwarto odcinek Dante–Università, początkowo z tylko jednym torem i bez przystanków pośrednich: pomiędzy stacjami Università i Dante funkcjonowała tymczasowa linia wahadłowa, podczas gdy trwała budowa stacji Garibaldi.
12 kwietnia 2012 roku zaprezentowano władzom stację Toledo, położoną pomiędzy stacjami Dante i Università, która została uruchomiona 17 września tego samego roku.
2 grudnia 2013 roku otwarto z udziałem władz przedłużenie odcinka między stacjami Università i Garibaldi, udostępnione publicznie 31 grudnia. Otwarcie to umożliwiło stworzenie ważnego węzła przesiadkowego z dworcem Napoli Centrale, stacją Piazza Garibaldi linii 2 oraz stacją Napoli Garibaldi obsługiwaną przez Circumvesuviana. Ponadto na całym odcinku przywrócono ruch dwutorowy, eliminując potrzebę zmiany pociągu oraz funkcjonowanie linii wahadłowej.
23 maja 2015 roku otwarto stację Municipio (pomiędzy Toledo a Università) z tymczasowym wyjściem w centrum placu i dodatkowym wyjściem ostatecznym (z windą) przy via Medina, które zostało uruchomione 2 czerwca tego samego roku. Następnie 21 lipca 2017 roku otwarto drugie wyjście ostateczne w kierunku Palazzo San Giacomo, a trzecie wyjście ostateczne przy via Depretis 21 grudnia 2018 roku, wzbogacone o monumentalny zegar E.A.V., który wcześniej znajdował się w tym miejscu. Od tego momentu nazwa stacji została zmieniona na Municipio-Porto.
21 lipca 2017 roku usunięto ostatnią przegrodę w tunelu łączącym linię 1 z linią 6, co umożliwi wymianę pasażerów między tymi liniami na stacji Municipio-Porto.
29 listopada 2019 roku, w obecności minister Paoli De Micheli, otwarto północną część Piazza Garibaldi, która obejmuje 150 drzew, boisko do piłki nożnej, kolejne do koszykówki, kioski, place zabaw dla dzieci oraz audytorium na 2000 osób. Dodatkowo zbudowano nowy podziemny węzeł intermodalny, który za pomocą schodów ruchomych i tuneli bezpośrednio łączy pasażerów z peronami stacji Centrale, linii metra 1 i 2 oraz z galerią handlową.
28 lipca 2021 roku ogłoszono zakończenie budowy stacji Duomo (pomiędzy Università a Garibaldi), której otwarcie i uruchomienie miało miejsce 6 sierpnia.

## Dziedzictwo artystyczne i archeologiczne

### Stacje sztuki

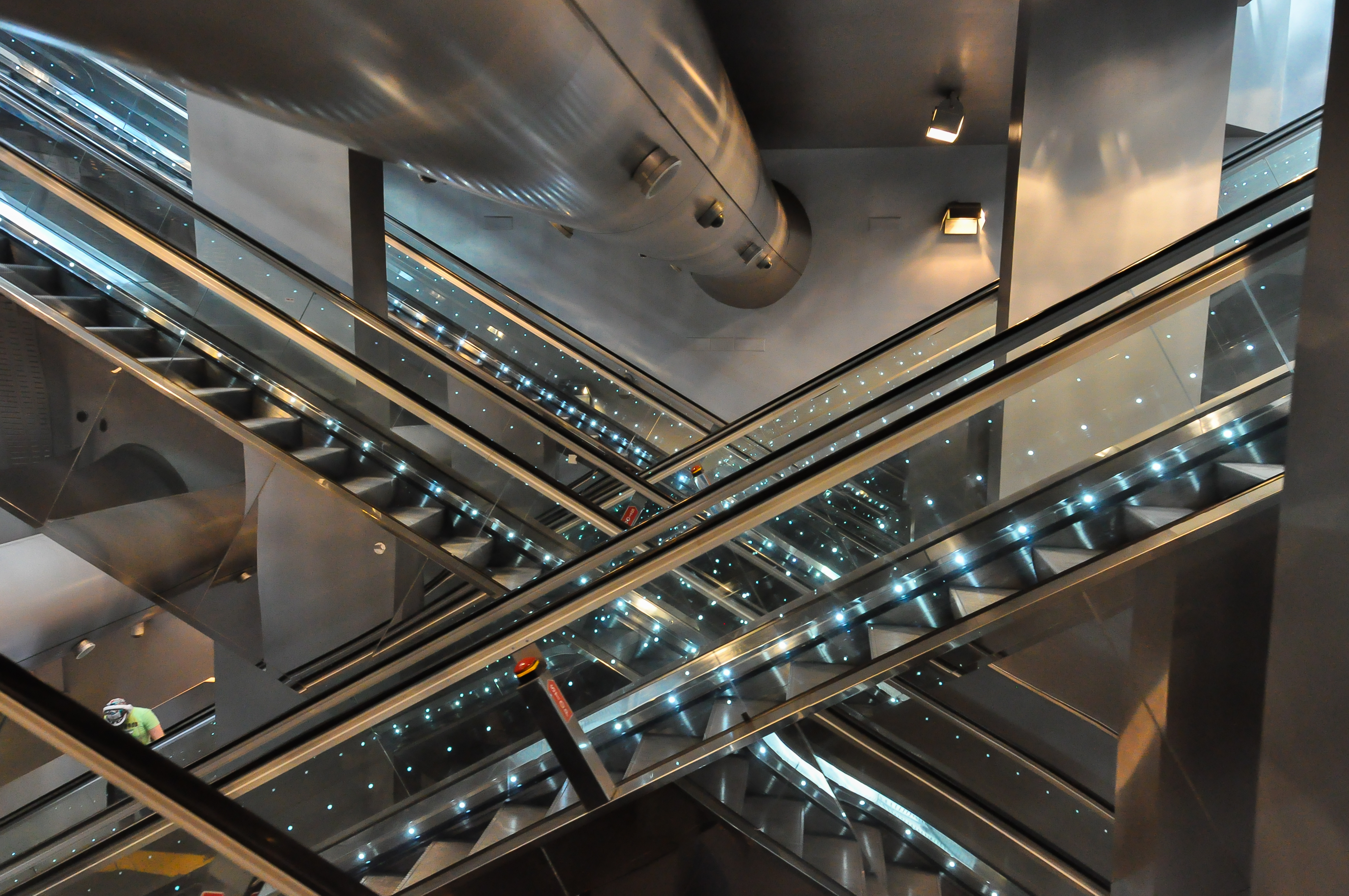
Schody ruchome w stacji Garibaldi.
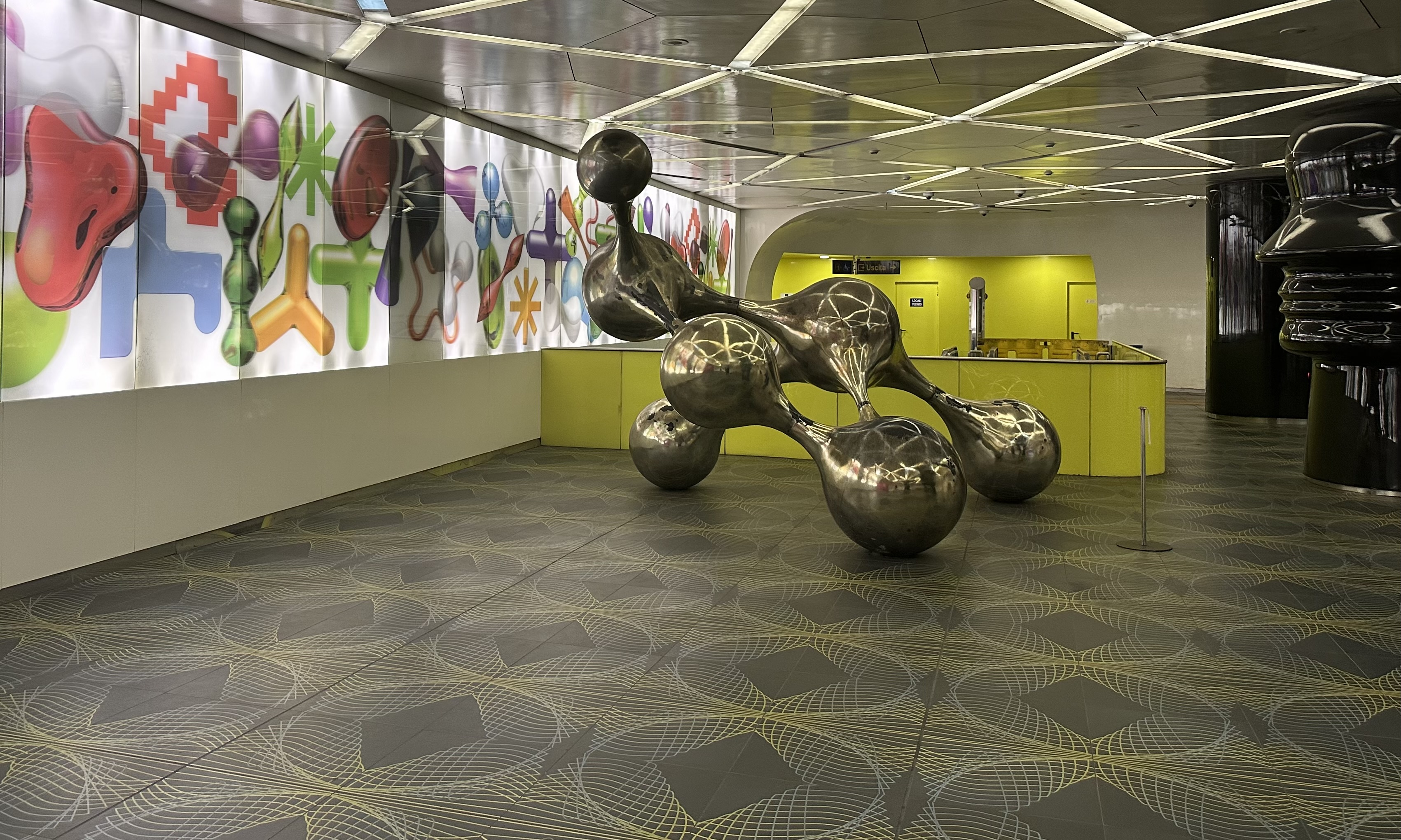
Rzeźba Synapsi w stacji Università.
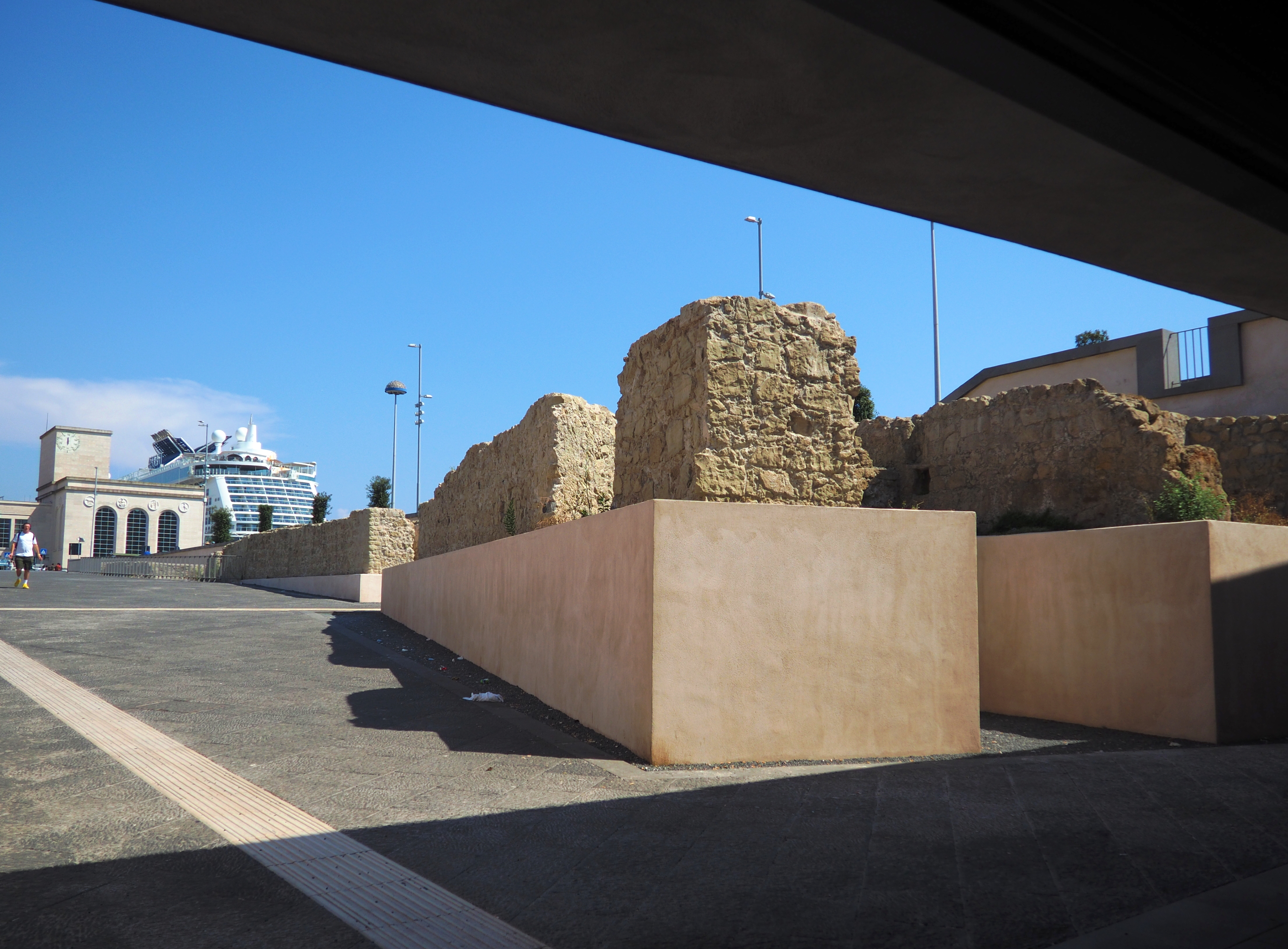
Widok portu w Neapolu z wyjścia stacji Municipio, z panoramą pozostałości murów starożytnego portu.
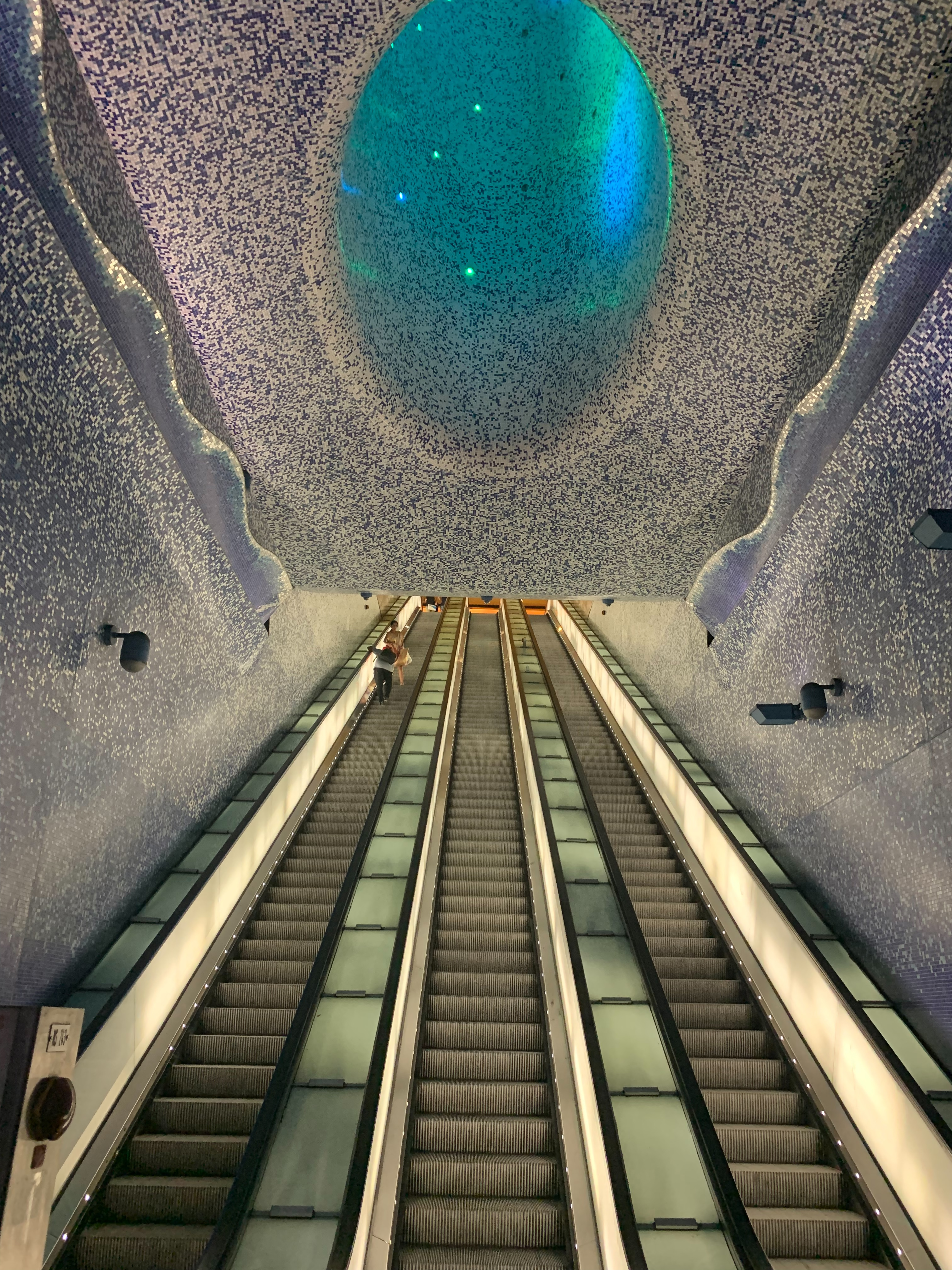
Crater de luz autorstwa Óscara Tusquetsa Blancy w stacji Toledo.
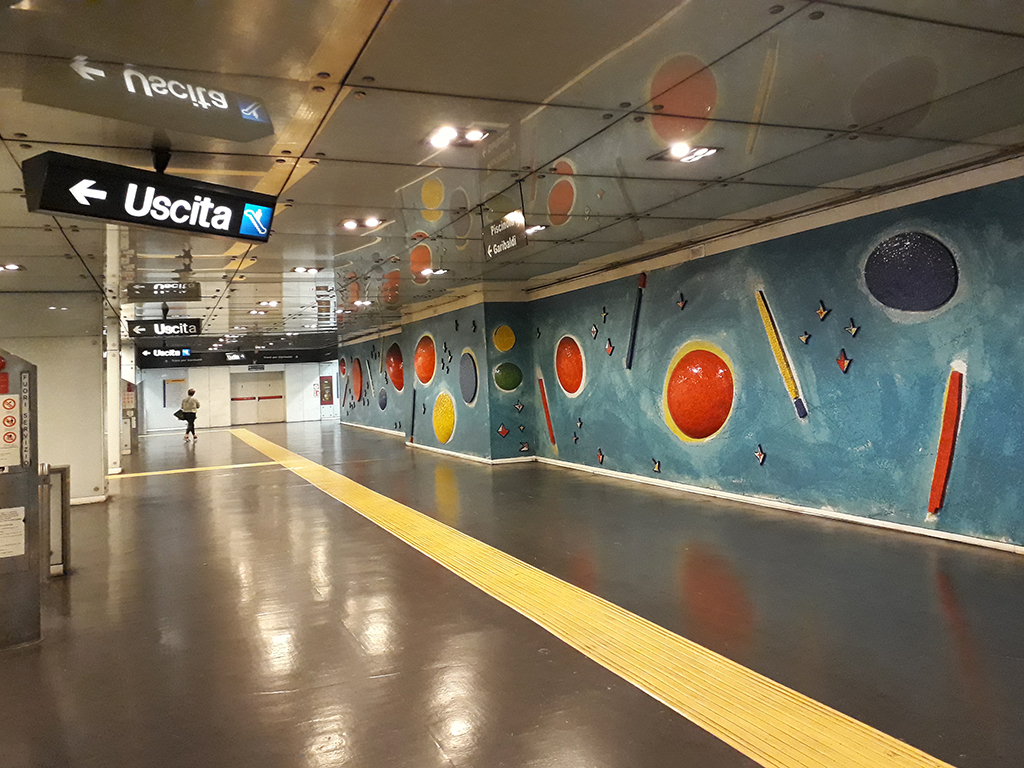
Mozaika Universo senza bombe, regno dei fiori. 7 angeli rossi autorstwa Nicola De Marii w holu stacji Dante.
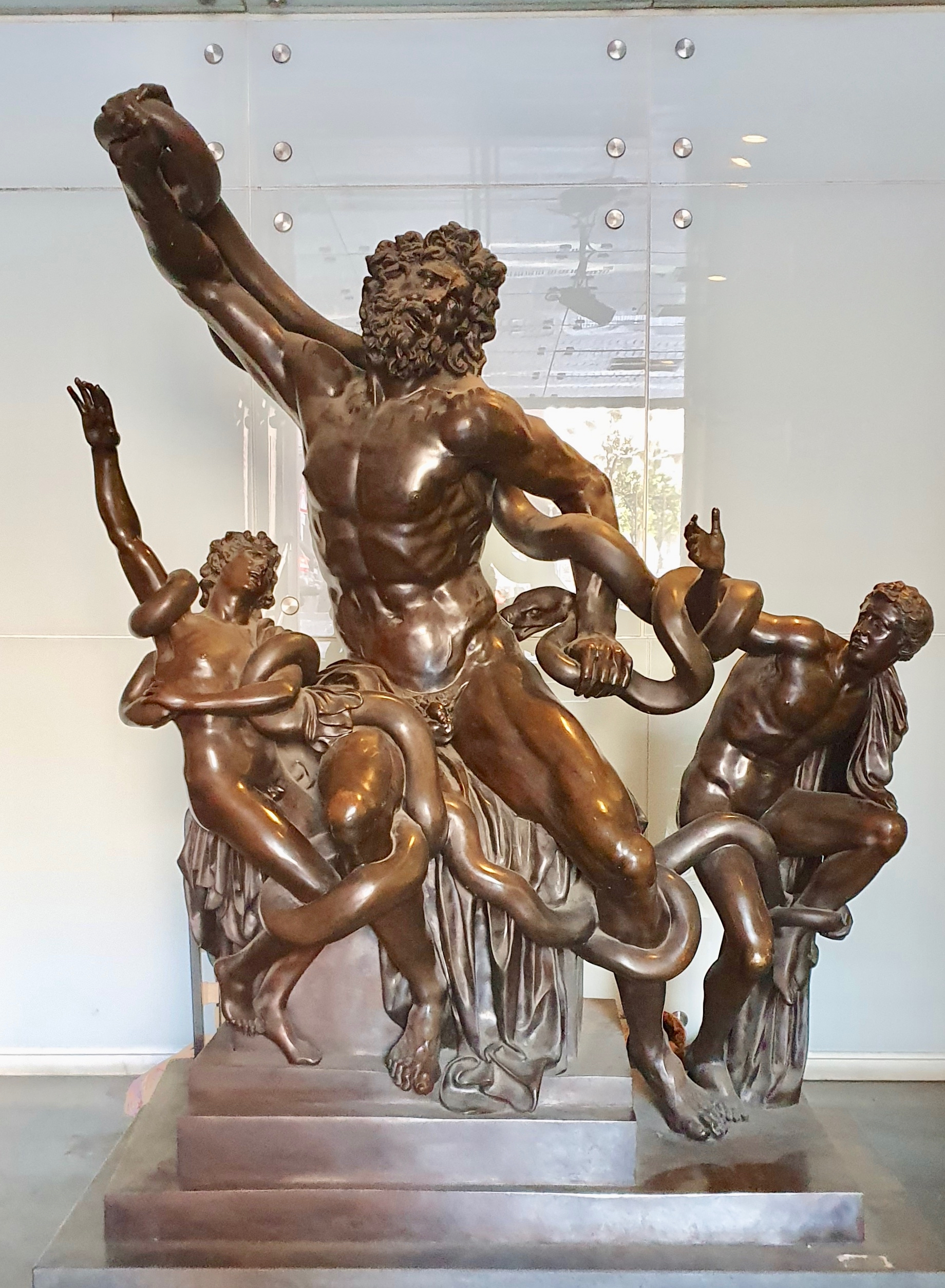
Posągi przy wejściu do stacji Museo.

Linia 1 jest znana ze swoich „stacji sztuki”, charakteryzujących się wyjątkowym dziedzictwem artystycznym. Stacje te wyróżniają się integracją współczesnych dzieł sztuki i instalacji stworzonych przez renomowanych artystów międzynarodowych, co czyni je punktami zainteresowania kulturalnego, a także węzłami komunikacyjnymi.
Stacja Garibaldi na linii 1 metra w Neapolu, zaprojektowana przez francuskiego architekta Dominique’a Perraulta, jest znaczącym przykładem nowoczesnej i funkcjonalnej architektury. Zlokalizowana w strefie kolejowej miasta, obsługująca dzielnice Duchesca i Vasto, stacja posiada dużą pergolę z perforowanego teflonu, która zapewnia cień na podziemnym placu, gdzie przewidziano różnorodne działalności handlowe. Wnętrze stacji dominują elementy z satynowanej i błyszczącej stali, z akcentami w intensywnym pomarańczowym kolorze, które tworzą jasną atmosferę dzięki szklanej kopule, która pozwala na dostęp naturalnego światła niemal do poziomu peronów, znajdujących się około 40 metrów poniżej powierzchni. W pobliżu ostatnich schodów ruchomych znajdują się dwie wielkie prace Michelangelo Pistoletto, zatytułowane „Stazione”, które łączą stalowe panele odbijające światło z serigrafiami pasażerów, tworząc dynamiczny i interaktywny efekt.
Stacja Università, zaprojektowana przez Karim’a Rashida i Alessandro Mendiniego, otwarta 26 marca 2011 roku, jest hołdem dla ery cyfrowej i informacji. Charakteryzuje się żywymi kolorami i eklektycznym designem, wykorzystując materiały takie jak Corian i stal odbijającą światło, a także mocne kontrasty kolorystyczne między różowym fuksją a limonkową zielenią, które wizualnie prowadzą pasażerów. Wśród dzieł sztuki wyróżniają się filary „Conversational Profile”, skrzynka świetlna „Ikon” oraz rzeźba „Synapsi”, które symbolizują komunikację i ludzką inteligencję.
Stacja Municipio, zaprojektowana przez Álvaro Siza i Eduardo Souto de Moura, wyróżnia się licznymi odkryciami historycznymi i archeologicznymi, które miały miejsce podczas jej budowy. Należą do nich pozostałości starożytnego portu Neapolis oraz fortyfikacje Maschio Angioino, które zostały wkomponowane w strukturę stacji, czyniąc ją muzeum oprócz węzła komunikacyjnego.
Stacja Toledo, zaprojektowana przez Óscara Tusquetsa Blancę i otwarta 17 września 2012 roku, przywołuje podróż podwodną. Projekt, który osiąga głębokość około 50 metrów, zawiera takie elementy jak „Crater de luz”, duży stożek przebijający wszystkie poziomy stacji, oraz dzieła artystyczne takie jak „Relative Light” Roberta Wilsona oraz „By the Sea... You and Me”, które odtwarzają morską atmosferę.
Stacja Dante, zaprojektowana przez Gae Aulentiego i otwarta 27 marca 2002 roku, znajduje się pod placem o tej samej nazwie i zachowuje XVIII-wieczny układ tej strefy. Jej wnętrze zawiera dzieła współczesnych artystów takich jak Carlo Alfano, Joseph Kosuth, Michelangelo Pistoletto i Jannis Kounellis, stanowiąc przykład doskonałej integracji sztuki z architekturą i urbanistycznym projektem.
Stacja Museo, otwarta w 2001 roku, łączy linię 1 z Muzeum Archeologicznym Narodowym w Neapolu przez ruchomy korytarz. Również zaprojektowana przez Gae Aulentiego, stacja prezentuje reprodukcje ważnych dzieł sztuki klasycznej oraz fotografie, które wyprzedzają skarby pobliskiego muzeum.
Na koniec, stacja Materdei, zaprojektowana przez Alessandro Mendiniego i otwarta w 2003 roku, posiada wejście ozdobione mozaikami, wielką żółto-zieloną gwiazdą oraz dziełami sztuki współczesnej, które wzbogacają doświadczenie podróżnych dzięki żywym kolorom i geometrycznym formom.